# MainstreaM (гурт)
«MainstreaM» — український євро-транс гурт.

## Історія гурту
Гурт «MainstreaM» був створений у 2004 році двома київськими ді-джеями Русланом «Evidence» і Олегом «April Rain». Свій перший тур восени 2004-го року гурт провів з легендарним німецьким техно-тріо «Scooter», незабаром провів ряд виступів на території України і Росії, а саме — в Дніпропетровську, Москві, Санкт-Петербурзі та інших містах. У творчості «MainstreaM» відразу було поставлено акцент — більше своїх творів, ніж Dj-сетів, а тому треки, створені учасниками групи зразу можна було оцінити на радіостанціях СНД. «MainstreaM» також виступали на «івентах», які були першими у своєму роді в Україні: це перший «Trance Open Air Event — I Love Trance», перший «Happy Hardcore/Hardcore event Thank you ravers», учасники групи також виступали на каналі «М1» і на найбільшому рейві Санкт-Петербургу «Dance Station» від «Dance Planet» разом з такими відомим європейськими зірками, як «Sylver», «Dj Dean», «Megara vs Dj Lee», «Rocco» і «Axel Coon».
У 2006 році гурт «MainstreaM» взяв участь у створенні альбому-триб’юту групи «Скрябін» — «Через чужі окуляри», записавши ремікси на композиції «Дерева плакали» і «Шукав свій дім» (в реміксі — «Homesearcher»). Однак жодна з композицій не була включена до платівки.
У 2007 році лейбл «JRC» видає дебютний альбом гурту під назвою «There's nothing more important in life but heart», до якого увійшли 10 абсолютно авторських треків в стилях євро-транс, ембієнт, хаус і денскор. Композиції з альбому ротувались на радіо «Kiss FM», «радиоАктивность», «STAR FM», «Eto Radio Dance», «ФДР» та інших. Також до альбому увійшли 4 ремікси від відомих українських Dj-їв та музикантів : «Serge D.», «Antoine Caesar», «Bacid Jam» і ді-джея з Москви «Dj Fellow».
З уже випущених релізів можна відзначити кілька треків на збірці треків українських продюсерів «uQraine United», реліз вініла в Бельгії, а також вихід ремікса на групу «Dreamland» в Естонії.

## Альбоми
- «There's nothing more important in life but heart» (2007)